# ABC (musikgrupp)
ABC är ett brittiskt new wave-band som bildades 1980. De har haft hitlåtar som "Poison Arrow" och "The Look of Love" från albumet The Lexicon of Love från 1982.

## Historik
Gruppen bildades ursprungligen av Mark White och Stephen Singleton som Vice Versa , ett elektroband i samma anda som Sheffield-kollegerna The Human League. När Martin Fry rekryterades bytte man dock namn och övergick till en soul/funk-inspirerad popmusik. Med en sättning av Fry (sång), White (gitarr, keyboards), Singleton (saxofon), Mark Lickley (basgitarr) och David Robinson (trummor) - senare ersatt av David Palmer - debuterade de 1981 med singeln "Tears Are Not Enough" som blev en direkt framgång med en topp 20-placering på englandslistan.
Tillsammans med producenten Trevor Horn spelade de 1982 in albumet The Lexicon Of Love som med hitsinglarna "Poison Arrow" och "The Look of Love" blev en enorm framgång. Albumet har fått en odiskutabel klassikerstatus och placerar sig ofta i omröstningar över tidernas bästa album.
Det visade sig dock vara mycket svårt att följa upp dessa framgångar. I stället för att försöka upprepa succén med The Lexicon Of Love provade de en mer rockorienterad stil på Beauty Stab (1983) och dansant elektropop på How To Be A...Zillionaire! (1984), dock utan att lyckas övertyga varken publik eller kritiker. 
Med Fry och White som enda kvarvarande originalmedlemmar återgick de med något större framgång till sitt ursprungliga soulpopsound på Alphabet City (1987). Med Up (1989) hakade de på den rådande housemusik-trenden.
Gruppen, numera synonym med Fry's solokarriär, har fortsatt att ge ut flera album, bland andra Skyscraping (1997) som var ett samarbete med Glenn Gregory från Heaven 17, och Traffic (2008) men har på senare år märkts mer som deltagare i olika nostalgi-turnéer.
År 2016 utkom albumet The Lexicon of Love II.

## Medlemmar
Nuvarande medlemmar
- Martin Fry – sång (1980 – )

Turnerande medlemmar
- Matt Backer – gitarr (2008 – )
- Andy Carr – basgitarr (2008 – )
- Lily Gonzalez – slagverk (2008 – )
- Rob Hughes – altsaxofon, tenorsaxofon (2008 – )
- Steve Kelly – keyboard (2008 – )
- Richard Brook – trummor, slagverk (2009 – )

Tidigare medlemmar
- Mark White – gitarr, keyboard (1980–1992)
- Stephen Singleton – saxofon (1980–1984)
- Mark Lickley – basgitarr (1980–1982)
- David Robinson – trummor (1980–1982)
- David Palmer – trummor (1982–1983, 1985–1986, 2004–2009)
- Fiona Russell-Powell – sång (1985)
- David Yarritu – sång (1985)
- Glenn Gregory – sång (1995–1997)
- Keith Lowndes – gitarr (1995–1997)

## Diskografi
Album
- 1982 – The Lexicon of Love
- 1983 – Beauty Stab
- 1985 – How to Be A...Zillionaire!
- 1987 – Alphabet City
- 1989 – Up
- 1991 – Abracadabra
- 1997 – Skyscraping
- 1999 – Lexicon of Live
- 2008 – Traffic
- 2016 – The Lexicon of Love II

Samlingsalbum i urval
- 1988 – Suberbs of Alphabet City (Remixes)
- 1990 – Absolutely
- 1996 – The Collection
- 1997 – Classic ABC
- 1999 – The Look of Love
- 2000 – The Best of ABC
- 2001 – Hello! – An Introduction to ABC
- 2001 – Look of Love – The Very Best of ABC
- 2004 – The Ultimate Collection (3CD)
- 2007 – Never More Than Now – The Best of ABC
- 2010 – All My Heart (The Collection) (2CD)

Singlar (topp 100 på UK Singles Chart)
- 1981 – "Tears Are Not Enough" (#19)
- 1982 – "Poison Arrow" (#6)
- 1982 – "The Look of Love" (#4)
- 1982 – "All of My Heart" (#5)
- 1983 – "That Was Then but This Is Now" (#18)
- 1984 – "S.O.S." (#39)
- 1984 – "(How to Be a) Millionaire" (#49)
- 1985 – "Be Near Me" (#26)
- 1985 – "Vanity Kills" (#70)
- 1986 – "Ocean Blue" (#51)
- 1987 – "When Smokey Sings" (#11), (USA: Billboard Top 100 #5)[2]
- 1987 – "The Night You Murdered Love" (#31)
- 1988 – "King Without a Crown" (#44)
- 1989 – "One Better World" (#32)
- 1989 – "The Real Thing" (#68)
- 1990 – "The Look of Love" (1990 Mix) (#68)
- 1991 – "Love Conquers All" (#47)
- 1992 – "Say It" (#42)
- 1997 – "Stranger Things" (#57)